# Stoner's
| Críticas profissionais | Críticas profissionais |
| Avaliações da crítica  | Avaliações da crítica  |
| Fonte                  | Avaliação              |
| ---------------------- | ---------------------- |
| Allmusic               | [ 1 ]                  |
| iTunes                 | [ 2 ]                  |

"Stoner's" é o primeiro EP do rapper estadunidense Snoop Dogg. O EP foi disponibilizado para Descarga digital em 17 de Abril de 2012, pela gravadora Gangsta Gangsta Online Distribution, e disponibilizado no iTunes Store no mesmo dia. O lançamento do EP ocorreu seis dias antes do lançamento de Reincarnated, décimo segundo álbum de estúdio, sendo o primeiro de Reggae.

## Antecedentes
No curto espaço de tempo entre 2011-2012 snoop lançou três álbuns, sendo eles uma Banda Sonora, dois de estúdio, sendo um dele de Reggae. O processo de gravação e divulgação do EP ocorreu simultaneamente ao do álbum Reincarnated, que foi lançado menos de uma semana depois. A produção do Extend Play ficou a cargo de Battlecat, 1500 Or Nothin', Josef Leimberg.

## Singles
"Stoner's Anthem" foi lançado oficialmente em 6 de Março de 2012, para Descarga digital. O vídeo oficial foi lançado na plataforma virtual VEVO em 19 de Abril de 2012, o vídeo teve seu lançamento antecipado devido ao vazamento do mesmo no Youtube.

## Lista de faixas
| Faixas         |                                                |         |  |
| N.º            | Título                                         | Duração |  |
| 1.             | "1st We Blaze It Up"                           | 3:53    |  |
| 2.             | "Stoner's Anthem"                              | 3:55    |  |
| 3.             | "Show You How A Gangsta Do"                    | 3:52    |  |
| 4.             | "Make It Hot" (de Tha Dogg Pound & Snoop Dogg) | 3:45    |  |
| 5.             | "Breathe It In"                                | 4:50    |  |
| 6.             | "It's Gettin' Harder" (Interlude)              | 0:58    |  |
| 7.             | "Weekend Lovers" (de Chris Starr)              | 3:31    |  |
| 8.             | "Need It In My Life" (de Ndastree)             | 3:29    |  |
| 9.             | "Really Wanna Be With You"                     | 5:35    |  |
| 10.            | "Can You Take Me" (de Hustle Boyz)             | 5:18    |  |
| Duração total: | Duração total:                                 | 36:26   |  |

## Desempenho comercial
O álbum estreou posição 167° na Billboard 200, alcançou também 31° posição na Billboard Independent Albums, 23° Billboard Rap Albums e 33° na Billboard Top R&B/Hip Hop Albums, totalizando o 2,500 copias vendidas no Estados Unidos.

## Desempenho nas paradas
| Paradas (2012)                                | Melhor posição |
| --------------------------------------------- | -------------- |
| Estados Unidos (Billboard 200)                | 167            |
| Estados Unidos (Billboard Independent Albums) | 31             |
| Estados Unidos (Top Rap Albums)               | 23             |
| Estados Unidos (Top R&B/Hip Hop Albums)       | 33             |